# 托馬斯·霍夫
托馬斯·霍夫（英語：Thomas Hoff；1973年6月9日—）是一位美國排球運動員。他也是美國國家男子排球隊的一員，代表美國參加了2000年、2004年和2008年的奧運會，其中2008年奧運會獲得金牌。